# Schlacht von Lautulae

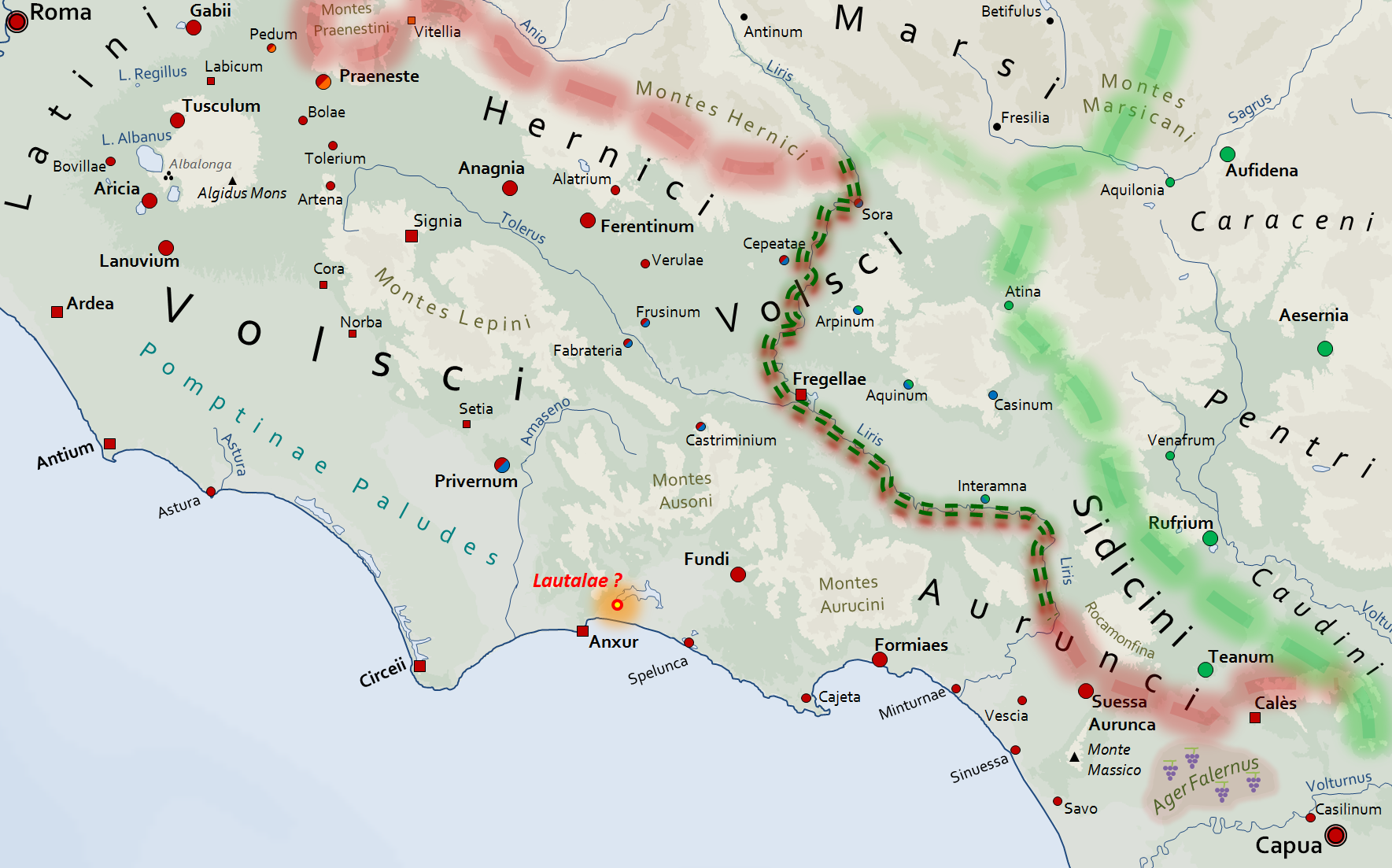
Vermutliche Lage von Lautulae

Die Schlacht von Lautulae (in der Nähe des heutigen Terracina) fand während des Zweiten Samnitenkriegs wahrscheinlich im Jahr 315 v. Chr. statt. Der römische Geschichtsschreiber Livius hat zwei Versionen überliefert. Nach seiner bevorzugten endete die Schlacht bei Einbruch der Nacht unentschieden. Die zweite Überlieferung, die auch durch den griechischen Geschichtsschreiber Diodor bezeugt ist, besagt, dass die römischen Truppen unter dem Diktator Quintus Fabius Maximus Rullianus den Samniten unterlagen und auch der magister equitum Quintus Aulius Cerretanus im Kampfe fiel.